# 野象果属
野象果属（学名：Klainedoxa）是包芽树科的一属。本属属名以法国传教士、植物采集者泰奥菲勒-约瑟夫·克莱因（Théophile-Joseph Klaine, 1842－1911）的命名命名，他采集了本属模式种加蓬野象果（K. gabonensis）的模式标本。词尾部分-doxa来自古希腊语词δόξα（dóxa，意为“荣耀”）。
本属的中文别名有热非粘木属。

## 下属物种
本属包括以下物种：
- 加蓬野象果 Klainedoxa gabonensis Pierre ex Engl.
- Klainedoxa trillesii Pierre ex Tiegh.